# Rock Your Face Off
Rock Your Face Off è il settimo album in studio del gruppo musicale statunitense Kix, pubblicato nell'agosto 2012. Si tratta del primo lavoro in studio del gruppo dai tempi di Show Business nel 1995, nonché del primo realizzato senza il bassista e compositore principale Donnie Purnell.

## Tracce
1. Wheels in Motion – 3:35 (Schenker, Galpin)
2. You're Gone – 4:25 (Schenker, Galpin)
3. Can't Stop the Show – 4:39 (Schenker, Rhodes)
4. Rollin' in Honey – 4:19 (Schenker, Rhodes)
5. Rock Your Face Off – 3:32 (Forsythe, Schenker, Whiteman)
6. All the Right Things – 4:05 (Schenker, Forsythe)
7. Dirty Girls – 4:16 (Whiteman, Forsythe)
8. Inside Outside Inn – 4:05 (Whiteman, Schenker, Galpin)
9. Mean Miss Adventure – 3:38 (Schenker, Galpin)
10. Love Me with Your Top Down – 3:46 (Schenker, Scofield, Whiteman)
11. Tail on the Wag – 3:32 (Whiteman, Forsythe)
12. Rock & Roll Showdown – 3:46 (Schenker, Galpin, Whiteman)

## Formazione
- Steve Whiteman – voce, armonica
- Brian Forsythe – chitarre
- Ronnie Younkins – chitarre
- Mark Schenker – basso, cori
- Jimmy Chalfant – batteria, percussioni, cori